# Чиркович, Александр
Александр Чиркович (серб. Александар Ћирковић; род. 21 сентября 2001, Смедеревска-Паланка, Подунайский округ) — сербский футболист, полузащитник клуба ТСЦ.

## Карьера
Чиркович, родившийся в Смедеревской Паланке, в молодости представлял австрийские клубы: «Адмира Ваккер Мёдлинг», «Перхтольдсдорф» и «Фёзендорф». 5 мая 2019 года впервые вышел на поле в составе «Адмира Ваккер II», на замену во втором тайме, в матче Региональной лиги против «Эбрайхсдорфа» (0:4). Свой первый гол забил 7 июня 2019 года в матче с командой «Рапид II».
В высшей лиге дебютировал 11 сентября 2020 года в матче с «Рапидом» (1:4).
2 февраля 2021 года, после того как он редко появлялся в основном составе, Чиркович был отдан в аренду сербскому клубу Суперлиги «Мачва» (Шабац) на оставшуюся часть сезона. Свой первый в высшей лиги забил 7 марта команде «Пролетер» (Нови-Сад) (1:3), что не помогло избежать вылета клуба.
20 июля 2021 года Чиркович переехал в Испанию и подписал трёхлетний контракт с командой первой лиги «Химнастик», но расторг контракт 22 декабря из-за отсутствия игровой практики.
26 августа 2022 года перешёл в «Крылья Советов».
Свой первый мяч в премьер-лиге за «Крылья Советов» забил 16 октября 2022 года в ворота «Сочи» (2:0) с передачи Максима Глушенкова.

## Клубная статистика
| Выступление        | Выступление      | Выступление      | Лига | Лига | Кубок | Кубок | Еврокубки | Еврокубки | Итого | Итого |
| Клуб               | Лига             | Сезон            | Игры | Голы | Игры  | Голы  | Игры      | Голы      | Игры  | Голы  |
| ------------------ | ---------------- | ---------------- | ---- | ---- | ----- | ----- | --------- | --------- | ----- | ----- |
| Адмира Ваккер      | Бундеслига       | 2020/21          | 3    | 0    | 1     | 2     | —         | —         | 4     | 2     |
| Адмира Ваккер      | Итого            | Итого            | 3    | 0    | 1     | 2     | —         | —         | 4     | 2     |
| → Адмира Ваккер II | Региональная     | 2018/19          | 3    | 1    | —     | —     | —         | —         | 3     | 1     |
| → Адмира Ваккер II | Региональная     | 2019/20          | 14   | 4    | —     | —     | —         | —         | 14    | 4     |
| → Адмира Ваккер II | Региональная     | 2020/21          | 4    | 2    | —     | —     | —         | —         | 4     | 2     |
| → Адмира Ваккер II | Итого            | Итого            | 21   | 7    | —     | —     | —         | —         | 21    | 7     |
| Мачва              | Суперлига        | 2020/21          | 15   | 1    | —     | —     | —         | —         | 15    | 1     |
| Мачва              | Итого            | Итого            | 15   | 1    | —     | —     | —         | —         | 15    | 1     |
| Вождовац           | Суперлига        | 2021/22          | 16   | 5    | —     | —     | —         | —         | 16    | 5     |
| Вождовац           | Суперлига        | 2022/23          | 5    | 0    | —     | —     | —         | —         | 5     | 0     |
| Вождовац           | Итого            | Итого            | 21   | 5    | —     | —     | —         | —         | 21    | 5     |
| Крылья Советов     | Премьер-лига     | 2022/23          | 12   | 1    | 8     | 2     | —         | —         | 20    | 3     |
| Крылья Советов     | Итого            | Итого            | 12   | 1    | 8     | 2     | —         | —         | 20    | 3     |
| → ТСЦ Бачка Топола | Суперлига        | 2023/24          | 14   | 4    | 1     | 0     | 6         | 1         | 21    | 5     |
| → ТСЦ Бачка Топола | Итого            | Итого            | 14   | 4    | 1     | 0     | 6         | 1         | 21    | 5     |
| Всего за карьеру   | Всего за карьеру | Всего за карьеру | 86   | 18   | 9     | 2     | 6         | 1         | 101   | 21    |